# St.-Andreas-Kirche (Cloppenburg)

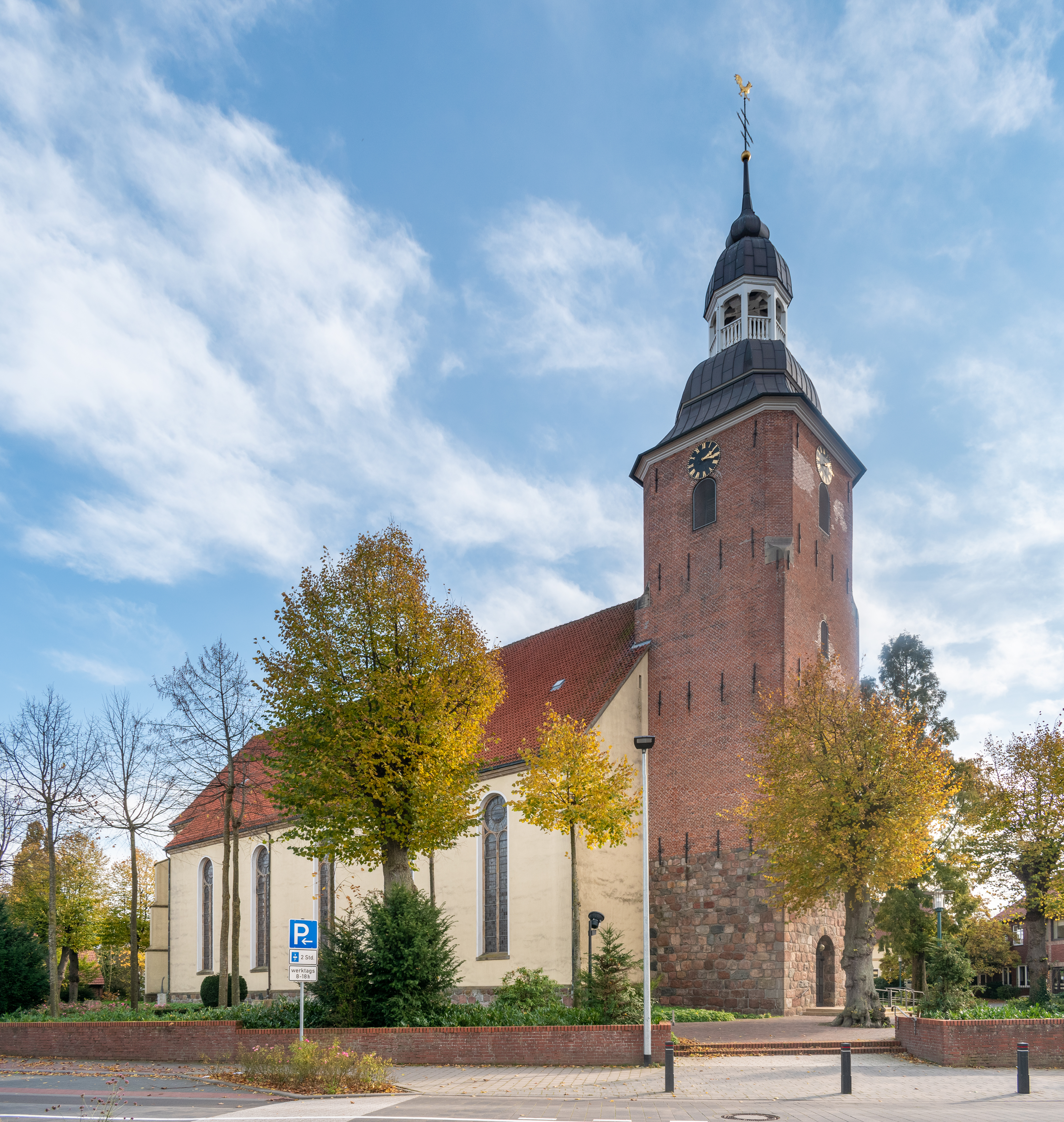
St. Andreas

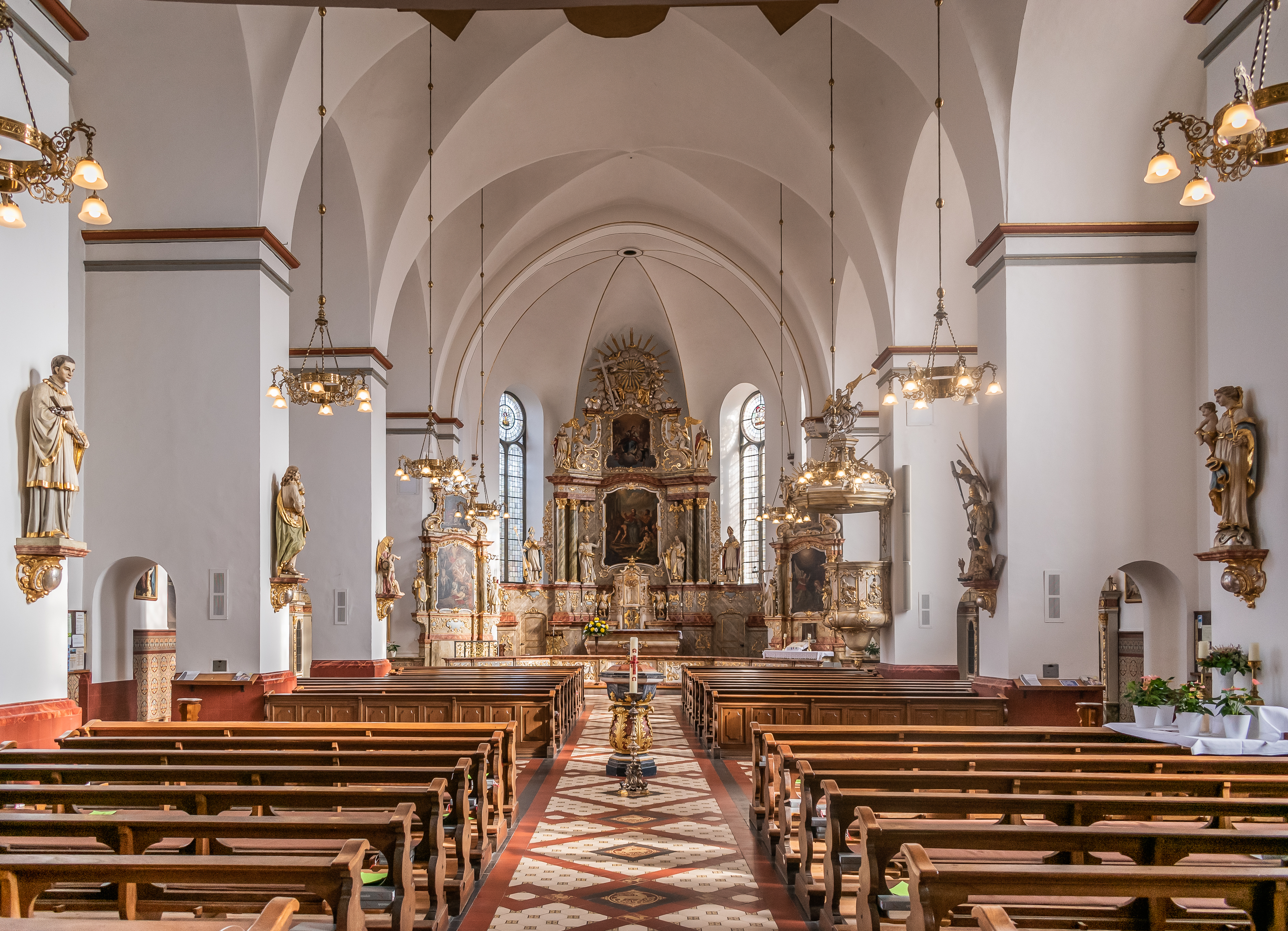
Inneres

Die katholische St.-Andreas-Kirche in der Stadt Cloppenburg (Niedersachsen) ist ein barocker, 1728 erstellter Saalbau. Die nach dem Apostel Andreas benannte Kirche bietet Platz für 580 Personen und ist Pfarrkirche der gleichnamigen Pfarrei, zu der seit 2010 auch die Kirchen St. Josef, St. Augustinus und St. Bernhard gehören, im Dekanat Cloppenburg (Offizialatsbezirk Oldenburg im Bistum Münster).

## Geschichte

### Mittelalter

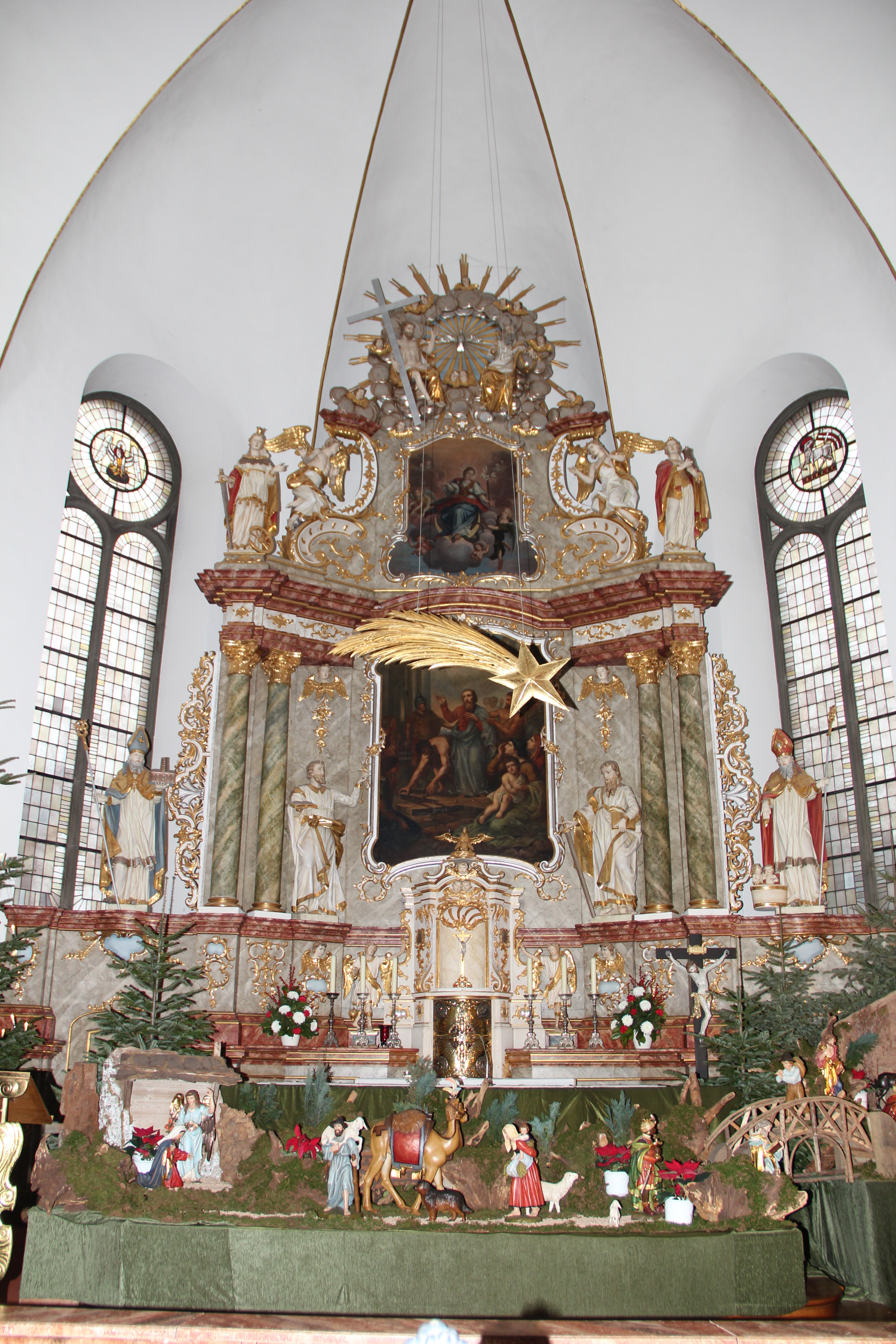
Hochaltar der St. Andreaskirche in Cloppenburg

Die Kirche gehört zu den ältesten Kirchen im Oldenburger Münsterland. Ihre Anfänge können bis gegen das Ende des 8. Jahrhunderts zurückverfolgt werden. Sie befindet sich im ältesten Cloppenburger Stadtteil Krapendorf. Eine Kirche wurde in Krapendorf bereits 819 urkundlich erwähnt. Diese Urkunde Ludwigs des Frommen vom 1. September 819 wird allerdings inzwischen als Totalfälschung aus dem späten 10. Jahrhundert angesehen. Als Ursprung wird eine einfache Fachwerkkirche angenommen. Die Gründung der Pfarrei Krapendorf erfolgte durch die Missionszelle in Visbek. Nachdem ab 780 n. Chr. von Karl dem Großen (* wahrscheinlich 2. April 747 oder 748; † 28. Januar 814 in Aachen) neun Missionssprengel zur Christianisierung der unterworfenen Sachsen errichtet worden waren, wurden von der Missionszelle Visbek aus durch Abt Gerbert Castus – den Apostel des Oldenburger Münsterlandes – die ersten Kirchengemeinden in der Umgebung gegründet. Zu diesen zählte im Lerigau die Pfarrkirche Krapendorf. Am 20. Oktober 855 kam Krapendorf mit Visbek an das Kloster Corvey.
Zusammen mit den umliegenden Bauerschaften bildete Krapendorf die Kirchengemeinde St. Andreas.

### Neuzeit

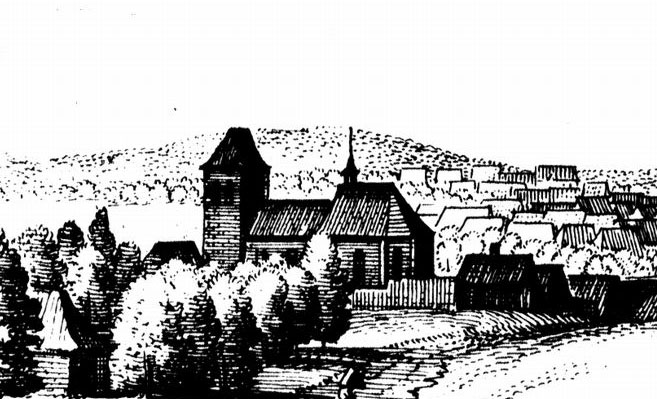
Die Kirche in der Ortsansicht von Matthäus Merian 1647

Seit 1666 gehört die Pfarrei St. Andreas zum Bistum Münster.
Die Ortsansicht von Cloppenburg im Kupferstich von Matthäus Merian aus dem Jahre 1647 zeigt die zwischen 1425 und 1427 erbaute mittelalterliche St. Andreas-Kirche. Der Turmunterbau aus Granitquadern sowie eine Grabplatte an der Nordwestseite des Turmes sind erhalten.
Ihre heutige Gestalt erhielt die St.-Andreas-Kirche von 1724 bis 1729 von dem Architekten Lambert Friedrich von Corfey. Nach dem Vorbild der römischen Kirche Il Gesù und der St.-Michaels-Kirche in München wurde die Kirche als Wandpfeilerkirche in Form eines verputzten Ziegelbaus mit Gliederungen aus Sandstein errichtet. Der Turm wurde 1788/1789 auf das aus behauenen Feldsteinen aufgeführte Mauerwerk der mittelalterlichen Kirche als Ziegelbau aufgesetzt. Konsekriert und geweiht wurde die Kirche 1764.
Am 25. Dezember 1932 feierte Ernst Henn seine Primiz in der Kirche. Bombenangriffe der Royal Air Force brachten während des Zweiten Weltkriegs am 12. April 1945 Dach und Gewölbe zum Einsturz. Beides wurde nach historischem Vorbild neu konstruiert.

## Baubeschreibung
Der Innenraum der Wandpfeilerkirche ist einschiffig und wird nach oben von einem Kreuzgewölbe mit fünf Jochen abgeschlossen. Die Innenraumgestaltung wurde vom Holzbildhauer und Hofbildhauer Johann Heinrich König aus Münster übernommen und 1766 vollendet. Die Werkstatt Königs erstellte den Hochaltar und die zwei Nebenaltäre, die Kommunionbank und die Kanzel, die Taufe und den Orgelprospekt. Die Altarwand stellt die größte ihrer Art in der Region dar. Weitere barocke Skulpturen bereichern den Innenraum der Kirche.